# Енисей (футбольный клуб)
«Енисе́й» — российский футбольный клуб из Красноярска, выступающий в Первой лиге. В сезонах 2016/2017 и 2017/2018 занимал 3-е место в Первенстве ФНЛ. В сезоне 2018/2019 выступал в РПЛ. Четырёхкратный победитель зональных турниров первенства страны Второго дивизиона — 1995, 1998, 2005, 2010. Рекордное достижение в национальных кубковых турнирах — полуфинал в Кубке России сезона 2021/22.

## Названия
- 1937—1968 год — «Локомотив»
- 1968—1970 год — «Рассвет»
- 1970—1990 год — «Автомобилист»
- 1990—2010 год — «Металлург»
- 2010—2011 год — «Металлург-Енисей»
- с 2011 года — «Енисей»

## История

### Истоки красноярского футбола
По воспоминаниям ветеранов, в футбол в Красноярске играли на пустырях ещё в конце девятнадцатого века. Однако никаких документов, подтверждающих это, пока найти не удалось. Футбол могли завезти в Красноярск строители железнодорожного моста через Енисей. С запада в то время приехала многочисленная группа специалистов-железнодорожников, в том числе из Франции, где футбол уже был популярен. Игра быстро нашла своих поклонников у учащейся молодёжи, но в основном в неё играли люди из обеспеченных семей, так как купить футбольный мяч было дорогим удовольствием.
Официальной датой рождения красноярского футбола принято считать 27 августа 1912 года, когда на Старобазарной площади города состоялся первый зарегистрированный футбольный матч. Встречались две команды — «Спорт» и «Тренер». По итогу крупно победил «Тренер» (7:0) и стал обладателем серебряного кубка.

### 1937—1957. Основание клуба и первые 20 лет
Клуб был основан в 1937 году под названием «Локомотив». В том же году он участвовал в 6 матчах группы «Города Востока», в которых красноярская команда трижды проиграла и трижды сыграла в ничью. В 1938 году клуб играл в кубке СССР, с 1939 года по 1941 и с 1943 по 1947 участвовал в городских и краевых соревнованиях, а также в республиканских соревнованиях ДСО «Локомотив». С 1948 по 1956 год «Локомотив» участвовал в первенствах РСФСР.
Известен первый состав команды «Локомотив», класс «Б», 1957 года:
Начальник команды — Леонид Панфилов;
Старший тренер — Агей Маркевич;
Игроки — Александр Парченко, Владимир Морозов, Юрий Морозов, Виктор Луканичев, Виктор Лесняк, Юрий Свищев, Геннадий Чихачёв, Валентин Никишин, Иван Пискунович, Виктор Артемьев, Николай Тюпкеев, Вячеслав Иевский, Анатолий Стеблицкий.

### 1957—1991. Возвращение в чемпионаты СССР
После дебюта прошло 20 лет, прежде чем красноярцы снова оказались среди участников всесоюзного первенства.
В 1957 году, по инициативе всесоюзной федерации футбола, спортивное руководство страны приняло решение об учреждении экспериментальной зоны первенства страны по футболу класса «Б» среди команд Сибири и Дальнего Востока. Красноярские команды «Динамо», «Трактор», «Локомотив» к тому времени имели хорошую репутацию в Сибири, а «Трактор» даже становился чемпионом России. Но красноярской команды в списке участников не оказалось. По этому поводу были составлены и отправлены письма за подписями вышеназванных организаций во всесоюзную футбольную федерацию, всесоюзный спорткомитет, газету «Советский спорт» и другие центральные газеты. Вскоре пришло сообщение, что Красноярск допущен к играм турнира и календарь соревнований, в котором сообщалось, что первая игра состоится через 12 дней в Хабаровске.
В 1958 году команда дошла до четвертьфинала Кубка СССР, уступив московскому «Спартаку» (1:4).
В 1968 году красноярская команда стала называться «Рассветом», однако через два года ей было дано новое название — «Автомобилист». В первом домашнем матче сезона 1968 года был зафиксирован рекорд посещаемости в официальной игре, который не побит до сих пор — на встрече с «Энергетиком» из Душанбе (1:0) присутствовали 35000 зрителей.
С 1971 по 1990 год красноярцы играли во второй лиге чемпионата СССР, заняв третье место в 1983 году. Несмотря на средние результаты, интерес к футболу в это время в Красноярске был огромный — после матчей на 30 минут перекрывали Коммунальный мост, чтобы болельщики могли выбраться со стадиона.

### 1992—2010. Выступление в чемпионатах России
В 2001 году «Металлург» занял 9-е место в чемпионате первого дивизиона. Это достижение стало лучшим в истории клуба на тот момент.
В феврале 2010 года «Металлург» сменил название на «Металлург—Енисей». В том же году клуб возглавил Александр Алфёров. До этого он был ассистентом главного тренера «Металлурга» Александра Ивченко. Из-за плохих результатов команды Ивченко уволили, а на его место взяли человека, который был в тренерском штабе «Енисея» с 2001 года. Алфёрову была поставлена задача вывести «Енисей» в первый дивизион. По окончании сезона, обыграв «Океан» (Находка) (3:0), «Енисей» за тур до конца первенства обеспечил себе путёвку в первый дивизион, заняв в зоне «Восток» первое место. Лучшим тренером этой зоны стал Александр Алфёров, а лучшим защитником — лидер команды — Сергей Пятикопов.

### 2011—2018. ЭпохаФНЛ

#### Сезон 2011/2012
Для дальнейшей работы главным тренером, Алфёров должен был получить тренерскую лицензию категории «А», из-за повышения клуба в дивизионе. 30 марта 2011 года он завершил обучение в Высшей школе тренеров, и получил необходимую тренерскую лицензию. Его ассистент, Александр Дереповский, также успешно прошёл обучение и получил тренерскую лицензию категории «В». По итогам сезона, «Енисей» занял 10-е место в первенстве.

#### Сезон 2012/2013
Сезон 2012/2013 являлся сотым в истории красноярского футбола. Перед началом первенства ФНЛ 2012/13 «Енисей» по разным причинам покинуло множество игроков. Вернулись из аренды в свои клубы: Азим Фатуллаев («Краснодар»), Игорь Шевченко («Сибирь»), Александр Васильев (ЦСКА), Басель Абдулфаттах («Крылья Советов»), Александр Кожевников («Динамо» Брянск). Закончились контракты у некоторых футболистов и по разным причинам они не были продлены, среди них: Илья Ильин, Владимир Федорив, Александр Ковалёв, Барсег Киракосян и Станислав Гончаров. В то же время в «Енисей» перешли многие другие футболисты. Защитник Басель Абдулфаттах, проведший 3 круг прошлого первенства ФНЛ в составе красноярской команды на правах аренды, был выкуплен «Енисеем» из «Крыльев Советов». Также были выкуплены права на полузащитника Азима Фатуллаева («Краснодар») и защитника Алексея Никитина (молодёжная команда «ЦСКА»). Из годичной аренды в «Зените-Ижевске» вернулся защитник Василий Пьянченко. Из других клубов пришли: вратарь Сергей Бородин («Иртыш» Омск); защитники Станислав Лебамба («КАМАЗ»), Тимофей Маргасов («Академия» Тольятти); полузащитник Юрий Роденков («Балтика»); нападающие Олег Кожанов («Газовик» Оренбург) и Сергей Алексеев («Капошвар»). Из молодёжной команды «Енисея» пришли вратарь Михаил Бородько и полузащитник Азер Алиев. Как со свободными агентами были подписаны контракты с Александром Плотниковым и Павлом Рожковым. В аренду до конца сезона был взят полузащитник Валерий Чуперка. Также продлили контракты с клубом нападающие Алексей Кучук и Вячеслав Чадов. Клубу была поставлена задача, как и в прошлом сезоне, закрепиться в Первенстве ФНЛ. В Кубке России «Енисей» стартовал со стадии 1/32 финала, в которой играл с братским «Сибиряком» (1:0). На стадии 1/16 финала «Енисею» предстояла игра с казанским «Рубином», где красноярцы одолели клуб высшего дивизиона (2:1). В 1/8 финала «Енисей» дома играл с хабаровским клубом «СКА-Энергия». Победив армейцев, красноярцы установили клубный рекорд — впервые в истории «Енисей» вышел в четвертьфинал Кубка России, где 17 апреля 2013 года проиграл московскому ЦСКА (0:3). По итогу сезона, клуб закрепился в лиге на 10-м месте.

#### Сезон 2013/2014
Перед началом сезона, команду покинули игроки по разным причинам: Алексей Кучук, Вячеслав Чадов, Сергей Алексеев, Алексей Базанов, Азим Фатуллаев. Из аренды вернулись Сергей Лужков, Павел Рожков. В аренду взяты: Виталий Галыш, Егор Иванов, Игорь Ламбарский; также был подписан аргентинский нападающий Хуан Эдуардо Лескано. Перед клубом была поставлена задача закрепиться в ФНЛ и попасть в восьмёрку. Однако задача попадания в восьмёрку выполнена не была. Команда заняла 13-е место, едва не покинув первый дивизион, а главного тренера команды Сергея Петренко за неудовлетворительные результаты и отсутствие яркой игры отправили в отставку. Исполняющим обязанности главного тренера был назначен молодой красноярский специалист Алексей Ивахов.

#### Сезон 2014/2015
Перед началом сезона, главным тренером команды был назначен таджикский специалист Владимир Ежуров. Алексей Ивахов стал старшим тренером команды, однако по факту являлся главным. Это было связано с тем, что у Ивахова не было лицензии Pro, позволяющей возглавлять клуб ФНЛ, в то время как у Ежурова она была. Тренерский штаб Владимира Ежурова и Алексея Ивахова взял курс на омоложение состава. Были приглашены молодые футболисты: Алексей Скворцов, Алексей Исаев, Михаил Опарин, Александр Ломакин, Алексей Хрущёв, на правах аренды из «Зенита» перешёл Евгений Марков. Также команду пополнили опытные футболисты Илья Гультяев, Кирилл Марущак и Константин Гарбуз. Команду покинули Игорь Ламбарский и Станислав Лебамба, а в ноябре 2014 года было принято решение расстаться с Сергеем Бородиным. Задача, поставленная перед клубом, не поменялась — попадание в восьмёрку. В Кубке России «Енисей» смог дойти до 1/16 финала. В 1/32 финала был обыгран местный «Байкал» (2:1), а в 1/16 финала «Енисей» уступил клубу премьер-лиги — «Уфе» (2:3). 8 ноября 2014 года «Енисей» сыграл первый домашний матч в манеже «Футбол-Арена Енисей». Официальное открытие состоялось 18 ноября в матче с «Тюменью». В декабре 2014 года старший тренер Алексей Ивахов поступил в Академию тренерского мастерства для получения тренерской лицензии Pro. В мае 2015 года, по завершении сезона, в тренерском штабе произошли кадровые изменения. Алексей Ивахов официально занял пост главного тренера команды, а Владимир Ежуров был переведён на должность старшего тренера. По окончании сезона «Енисей» занял рекордное на тот момент 8 место в первенстве ФНЛ.

#### Сезон 2015/2016
На сезон была поставлена та же задача, что и годом ранее — попадание в восьмёрку. Задачей на Кубок России стало попадание в 1/16 финала, что означает приезд в Красноярск команды РФПЛ. В летнее межсезонье команду покинули Александр Харитонов, Олегс Лайзанс, Константин Гарбуз, Александр Плотников. Закончился срок аренды Евгения Маркова и молодой нападающий уехал в «Зенит». Также в аренду отправился Александр Ломакин — его новым клубом стала португальская «Лейрия». В то же время команду пополнили Гиорги Шелия, Максим Васильев, Игорь Климов, Эльдар Низамутдинов. На правах аренды из «Томи» пришёл молодой полузащитник Евгений Чернов. Также были подписаны контракты с молодыми игроками Александром Масловским, который сезон 2013/14 на правах аренды провёл в омском «Иртыше», и Эрнестом Лукивым, местным воспитанником. 7 августа в клуб вернулся полузащитник Азим Фатуллаев, игравший ранее в клубе. В то же время «Енисей» покинул нападающий Дмитрий Рыжов, подписавший контракт с армавирским «Торпедо». 19 августа пост главного тренера клуба с формулировкой «по состоянию здоровья» покинул Алексей Ивахов. Исполняющим обязанности наставника команды вновь стал Владимир Ежуров. 7 октября пост главного тренера занял известный футболист и тренер Омари Тетрадзе. При новом наставнике красноярцы выдали серию из 4 игр без поражений, которую прервал «Сокол». Однако весеннюю часть первенства «Енисей» провалил: за 14 матчей было одержано только 3 победы над аутсайдерами ФНЛ — «Торпедо» Армавир, «Байкалом» и «СКА-Энергией». Перед игрой с хабаровчанами Тетрадзе был отстранён от руководства командой. 21 мая 2016 года «Енисей», разгромно проиграв «Волге», занял по итогу сезона 16-е место и должен был покинуть ФНЛ, однако, в результате отказа от участия в следующем сезоне клуба «Смена» из Комсомольска-на-Амуре, «Енисей» остался в ФНЛ, заняв её место.

#### Сезон 2016/2017
После сохранения права играть в ФНЛ, команду покинуло 18 игроков, сменился генеральный директор, а также при содействии губернатора Красноярского Края и министра спорта был назначен новый главный тренер: Андрей Тихонов. Команду пополнило множество новых игроков из других команд ФНЛ и РФПЛ. Перед командой поставлена задача в повышении посещаемости стадиона, без конкретного места в ФНЛ.
В Кубке России «Енисей» начал свой путь матчем 1/32 финала против «Динамо» из Барнаула (3:0). В 1/16 финала соперником стал ЦСКА. Билеты на матч были раскуплены в первые три дня продаж. 21 сентября при полном стадионе (16 тысяч — это максимально допустимая заполняемость стадиона на тот момент) «Енисей» обыграл действующего на тот момент чемпиона страны (2:1) и прошёл в 1/8 финала, где проиграл новосибирской «Сибири» с минимальным счётом.
В матче 14-го тура первенства ФНЛ против «Мордовии» нападающий Андрей Козлов оформил покер. Это второй покер за историю существования ФНЛ. В 19-м туре клуб одержал 150 победу в Первом дивизионе (в 499 играх). По итогам сезона «Енисей» занял рекордное третье место, что открыло доступ к двум стыковым матчам с «Арсеналом» за участие в премьер-лиге. Домашний матч 25 мая завершился победой красноярцев (2:1), а игра в Туле завершилась победой хозяев (0:1), позволившая «Арсеналу» за счёт правила «выездного» гола сохранить прописку в РФПЛ.
Через несколько дней после стыковых матчей, Андрей Тихонов покинул пост главного тренера — специалист перешёл на работу в «Крылья Советов», вылетевшие в ФНЛ из премьер-лиги. При этом июньский график работы был сформирован ещё в середине весны, а красноярский клуб предлагал Тихонову продлить контракт, однако тренер всё-таки уехал в Самару. Вместе с Андреем Тихоновым в «КС» перебрались четыре футболиста «Енисея» — Сергей Самодин, Азер Алиев, Олег Ланин и Михаил Тихонов.

#### Сезон 2017/2018
Новым главным тренером «Енисея» был назначен легендарный российский футболист и тренер Дмитрий Аленичев. Вместе с ним в Красноярск переехал его тренерский штаб — Егор Титов, Валерий Клеймёнов и Олег Саматов. Перед командой была поставлена задача выйти в премьер-лигу по итогам сезона «либо через стыки, либо напрямую». Первую часть первенства ФНЛ «Енисей» завершил в качестве лидера турнира. При этом по ходу сезона были зафиксированы два сверх разгромных результата — в конце июля красноярцы крупно проиграли «Тамбову» (0:5), а спустя две недели с таким же счётом переиграли «Балтику».
В Кубке России красноярская команда стартовала со стадии 1/32 финала, где лишь по пенальти обыграла «Читу» из ПФЛ — 1:1 (8:7). Матч прошёл в Чите на размокшем от дождя поле стадиона «Локомотив», которое представители «Енисея» назвали «болотом», а саму игру — «болотной битвой». Встречу комментировал читинский журналист Дмитрий Шемелёв, ставший «звездой» Интернета из-за своих комичных высказываний и оговорок в эфире. В 1/16 финала «Енисей» разгромил грозненский «Ахмат» (3:0). Команда РФПЛ выставила на игру свой сильнейший состав, в то время как Дмитрий Аленичев оставил в запасе ряд игроков основы. После матча Аленичев назвал игру своей команды «фантастической», а главный тренер «Ахмата» Олег Кононов извинился перед болельщиками за неудачу. В 1/8 финала «Енисей» неожиданно уступил владивостокскому «Лучу-Энергии» (1:2) и завершил своё выступление на турнире. После матча Аленичев назвал победу «Луча» закономерной и поздравил соперника с победой.
По ходу второго круга красноярцы потеряли лидерство и опустились на 3-е место, пропустив на первое место «Оренбург», а затем и «Крылья Советов». 20 мая 2018 года «Енисей» обыграл «Анжи» (6:4) в стыковых матчах за право в следующем сезоне сыграть в высшем дивизионе, впервые в истории выйдя в РПЛ.

### 2018—2019. Впервые в РПЛ
Перед началом сезона было решено провести первые пять игр на стадионе «Геолог» в Тюмени из-за реконструкции стадиона «Центральный».
Команду покинуло 11 игроков. Пришли игроки из распавшихся клубов «Тосно» (Давид Юрченко и Раде Дугалич) и «Амкар» (Петар Занев, Павел Комолов, Михаил Костюков, Фегор Огуде и Дарко Бодул), а также новички из других клубов: Дмитрий Ятченко и Гавазай Энис из «Скендербеу».
Первый тур дома с «Зенитом» закончился поражением «Енисея» (0:2). Первые очки команда получила лишь в домашнем 3-м туре с ЦСКА (1:1), а первая победа произошла в 5-м туре дома против «Крыльев Советов» (1:0). На выездном матче 4-го тура против «Ростова» (0:4), болельщики «Ростова» растянули пронесённый на стадион ковёр и держали его вплоть до конца матча. Позже снимок ковра был опубликован в официальном Twitter-аккаунте красноярского клуба с примечанием: «Вот почему у нас мяч не летел в ворота!».[значимость факта?] 22 сентября в 8-м туре РПЛ «Енисей» провёл первый в сезоне матч на реконструированном стадионе «Центральный» в Красноярске против «Урала» (1:2). Однако после осмотра стадиона чиновники РФС решением от 26 сентября не разрешили клубу проводить домашние матчи в Красноярске из-за «неготовности стадиона к проведению игр и отсутствия систем видеопросмотра».
«Енисей» стартовал в Кубке России 26 сентября на стадии 1/16 финала выездным матчем против «Луки-Энергия» (2:1). 31 октября, в 1/8 кубка «Енисей» крупно проиграл московскому «Локомотиву» (1:4) (единственный гол команды забил Александр Кутьин с пенальти) и выбыл из турнира.
22 октября в 11-м туре «Енисей» на выезде сыграл с «Оренбургом» вничью (0:0), прервав серию из 4 поражений.
После 13-го тура исполняющим обязанности главного тренера был назначен Александр Алексеев, но после матча 14-го тура главным тренером вновь был назначен Аленичев. 24 ноября в 15-м туре «Енисей» одержал первую выездную победу в сезоне против московского «Динамо» (2:1) и прервал серию без побед в девять матчей. После первого круга, «Енисей» подал заявку на возможность проведения домашнего матча против «Ахмата» (1 декабря) в манеже «Футбол-Арена Енисей», однако манеж не подходил под минимальные условия для проведения матча. В итоге было принято решение провести его на «Центральном». Матч проходил при температуре −15 и был завершён ничьёй (1:1). 11 мая проиграв дома Краснодару (0:4), красноярцы потеряли шансы на сохранения прописки в РПЛ. Проиграв в последнем матче «Зениту» (1:4) и заняв замыкающую 16-ю строчку турнирной таблицы в сезоне 2018/19 с 20 очками, «Енисей» вернулся в первенство ФНЛ.

### С 2019. Возвращение в ФНЛ

#### Сезон 2019/2020
После вылета в ФНЛ, команду покинул главный тренер Дмитрий Аленичев и многие игроки пришедшие годом ранее. Команду возглавил тренер из молодёжной команды Александр Алексеев. Команду пополнили следующие игроки (на постоянной основе): Константин Гарбуз, Михаил Опарин, Андрей Буйволов, Игорь Киреев, Роман Бугаев. Также до конца сезона были подписаны контракты с нападающими Артёмом Делькиным и Павлом Долговым. В аренду были взяты Александр Ломакин и Данила Сагуткин. Также из молодёжной команды были переведены в первый состав несколько игроков. На самом старте сезона перед клубом стояла задача попытаться вернуться в Премьер-лигу. По прошествии нескольких туров на должность тренера-консультанта был назначен Юрий Газзаев, ранее в межсезонье рассматривавшийся в числе кандидатов на пост главного тренера. 16 августа он был утверждён в должности главного тренера. До его назначения команда спустя восемь туров набрала лишь шесть очков.
3 сентября в 1/32 финала кубка России «Енисей» минимально обыграл «Тюмень», а в 1/16 финала «Енисей» уступил петербургскому «Зениту» (1:2), и таким образом вылетел из кубка.
В сентябре-октябре команда выдала 5-матчевую серию без поражений. 28 ноября было принято решение об отставке директора клуба Дениса Рубцова, а на посту его сменил Алексей Ивахов. Это назначение назначение было негативно принято болельщиками клуба. 16 декабря команду покинул тренер-аналитик Виктор Тренёв. На его место был приглашён в прошлом игрок и тренер красноярского клуба Александр Алфёров. 18 декабря клуб покинул заместитель директора Роман Суровцев. В конце декабря в СМИ появились слухи о скором уходе главного тренера Юрия Газзаева. 27 января клуб объявил об уходе Юрия Газзаева, но спустя день объявил о его возвращении. В связи с пандемией коронавируса, первенство ФНЛ было решено завершить досрочно. Обыграв в последнем матче перед досрочным завершением чемпионата «Спартак-2», Енисей занял по итогу сезона 14 место.

#### Сезон 2020/2021
Перед началом сезона Юрий Газзаев покинул пост главного тренера. Новым тренером был назначен Александр Тарханов. В летнее межсезонье команду покинули Давид Мильдзихов, Иван Хомуха, Кирилл Алоян, Роман Бугаев, Матвей Ужгин, Владислав Шпитальный, Даур Квеквескири, Игорь Киреев, Константин Савичев, Сергей Каретник, Артём Делькин, Артур Саркисов, Максим Руднев. Клуб объявил об омоложении состава и возвращение собственных воспитанников (Аркадий Желнин, Денис Самойлов, Тимур Сахаров, Илья Карпук). Также клуб пополнили Артём Абрамов, Валерий Цховребов, Максим Сухомлинов, Николай Марков, Томас Рукас, Александр Галимов, Александр Ломакин, Никита Глушков, Анзор Саная, Фёдор Дворников. 18 июня в клуб вернулся защитник Валерий Кичин, игравший ранее в клубе. В первых пяти турах красноярцы набрали 10 очков и заняли 6 место. В 1/64 кубка России «Енисей» с минимальным отрывом обыграл астраханский «Волгарь» (2:1). 23 сентября клуб покинул главный тренер Александр Тарханов. Временно исполняющим обязанности главного тренера был назначен Александр Алфёров. Первые 3 матча под его руководством «Енисей» проиграл, в том числе в групповом этапе кубка России.
22 октября в групповом этапе кубка России «Енисей» минимально обыграл московский «Спартак» (1:0), но это не помогло команде выйти из группы и она вылетела из соревнования.
27 октября Александр Алфёров был утверждён в качестве главного тренера. Контракт был подписан по схеме «1+1». Первую половину сезона команда закончила на 10 месте. 9 февраля «Енисей» утвердил на должность спортивного директора Антона Евменова, который ранее работал на должности спортивного директора и руководителя селекционного отдела петербуржского «Зенита» и столичного ЦСКА, работал в ФК «Москва» и был управляющим директором кипрского «Пафоса». По итогу первенства, в сезоне 2020/21 клуб занял 10-е место.

#### Сезон 2021/22
После 3-го тура вместо Алфёрова на пост главного тренера был вызван Виктор Тренёв, но после первой половины его сменил Султан Тазабаев в зимний перерыв, а старшим тренером стал Вадим Гаранин (де-факто являвшийся главным, поскольку у него отсутствовала необходимая лицензия). В весенней части, «Енисей» впервые в своей истории вышел в полуфинал Кубка России, одержав победы над клубами высшего дивизиона — самарскими «Крыльями Советов» (1:0), московским «Локомотивом» (4:0) и казанским «Рубином» (3:1). После перехода Тазабаева в «Текстильщик» из Иваново, на пост тренера вновь был назначен Александр Алфёров. В полуфинале Кубка России клуб уступил московскому «Спартаку» (0:3), а в первенстве ФНЛ занял 5-е место, уступив 4-ю строчку в турнирной таблице «СКА-Хабаровску», дающую право сыграть в стыковых матчах с командой РПЛ.

#### Сезон 2022/23
Перед началом сезона, 20 июня 2022 года, было принято решение вместо Александра Алфёрова поставить на пост Артёма Горлова.
В Кубке России «Енисей» минимально обыграл в гостях новороссийский «Черноморец» (1:0) в 1/32 финала, но после проиграл также в гостях набережночелнинскому «КАМАЗу» (0:2) в 1/16 финала.
По окончании первой половины сезона клуб занял 3-е место. В зимнем перерыве, 20 января 2023 года, по обоюдному согласию был расторгнут контракт с Артёмом Горловым и «Енисеем» из-за приглашения тренера в клуб РПЛ. Исполнять обязанности главного тренера стал генеральный директор клуба — Алексей Ивахов, что вызвало неоднозначные реакции у болельщиков, а старшим тренером стал вновь Вадим Гаранин. По итогам первенства за тур до конца клуб занял 4-ю строчку в турнирной таблице, сохранив право на участие в стыковых матчах, но в них он продолжил путь в Первой лиге после поражений у себя дома и в гостях от воронежского «Факела» — 0:1 и 0:2 (0:3 по итогу). На домашний стыковый матч пришло 3000 человек из-за ограничения вместительности в футбол-арене.

#### Сезон 2023/24
В межсезонье, Вадим Гаранин и Алексей Ивахов покинули клуб, а уже 14 июля, перед началом сезона, новым тренером стал Эдуард Штейнбрехер, который прежде был старшим тренером в «Балтике» и «Енисее». Команду покинуло 28 игроков, вместо них клуб подписал восемь новых футболистов. Вместо Ивахова исполнять обязанности генерального директора стал Шамиль Ибрагимов. 10 сентября «Енисей» вновь переместился на стадион «Центральный», где и сыграл свой первый матч с московской «Родиной» (2:2) на нём после реконструкции.
В рамках Кубка России, «Енисей» в 1/32 финала пути регионов обыграл «Луки-Энергию» (2:1), но после минимально уступил в 1/16 астраханскому «Волгарю» (0:1) и завершил своё кубковое выступление в сезоне.
3 ноября правительством Красноярского края был объявлен новый генеральный директор — Дмитрий Федосеев, который является основателем МФК «Норникель» и мастером спорта по мини-футболу, а Шамиль Ибрагимов стал заместителем директора.
Первую часть сезона клуб закончил на 10-м месте с 24 очками.
7 декабря было объявлено об уходе главного тренера Эдуарда Штейнбрехера и спортивного директора Анзора Саная из-за неудовлетворительных результатов в первой проведённой половине сезона без надежд на улучшение ситуации. 12 декабря, на пост спортивного директора был назначен Михаил Комков, который ранее выступал за клуб и тренировал дубль команды. 10 января 2024 года на пост главного тренера был вновь назначен Андрей Тихонов, который ранее тренировал «Енисей» в сезоне 2016/17 и занял 3 место. 11 января пост старшего тренера покинул Андрей Блажко (перешёл в «Амкар»). Во время зимних сборов был проведён возрождённый Кубок ФНЛ, в котором принял участие «Енисей». В первом матче клуб крупно выиграл у «Спартака-2» (6:1), а во втором проиграл медийной команде «Broke Boys» (0:2). По итогу клуб занял 2-е место в группе, и сыграл матч с «Родиной» в борьбе за 3-е место, где выиграл в «серии буллиталити» (4:2), а в основное время сыграл вничью (1:1). 4 апреля на должность старшего тренера был назначен Владимир Ежуров, ранее работавший тренером в клубе, а также старшим тренером в московском «Торпедо». Начиная с 29-го тура, «Енисей» выдал шестиматчевую серию без поражений.
В рамках зимнего трансферного окна, команду покинуло пять игроков, а из новичков пришли четыре футболиста.
По итогам сезона клуб занял 6-е место с 51 очком.

#### Сезон 2024/25
Перед началом сезона, клуб покинули множество игроков: Никита Раздорских (перешёл в тульский «Арсенал»), Антон Орлов, Матвей Ужгин, Даниил Ярусов, Владимир Хозин, Анатолий Немченко, Михаил Гащенков, Николай Марков, Херман Феррейра, Виталий Стежко, Андрей Окладников и капитан команды Егор Иванов (последние три — в «Черноморец»), Евгений Ставер (в «Рубин»), Шамиль Саадуев (в саратовский «Сокол») и Вячеслав Бардыбахин (в «Акрон»). В клуб пришли — Денис Самойлов (вернулся из аренды), Томас Рукас, Тимофей Шипунов, Артур Гилязетдинов, Александр Надольский, Ян Цесь, Максим Ширяев, Илья Молтенинов, Роман Денисов, Даниил Григорьев, Максим Лайкин, Амир Батырев, а также Андрюс Рукас и Кирилл Ушатов, ранее ушедшие из клуба. В клуб вернулся и Андрей Окладников на правах аренды до окончания сезона 2024/25. Первым игроком-легионером сезона стал Эммерсон, пришедший из екатеринбургского «Урала».
В рамках Кубка России, «Енисей» проиграл в первом же матче костромскому «Спартаку» (0:1) и закончил выступление на 4-м раунде.
Первую часть сезона клуб закончил на 10-м месте с 27 очками.
В зимнем трансферном окне, команду покинуло два игрока, а из новичков пришло два футболиста.
С 26-го по 29-й тур, у «Енисея» случилась четырёхматчевая безвыигрышная серия, которая была прервана выездной победой над «СКА-Хабаровском» (2:1).
По итогам сезона, команда расположилась на 8-м месте с 49 очками.

#### Сезон 2025/26
Сезон начался с трансферов: «Енисей» покинуло четыре футболиста — Кирилл Ушатов, Денис Тихонов (оба — в «Родину»), Александр Долгов, Михаил Гайнов (в «Велес»), Илья Молтенинов (в «Кубань») и впервые за долгое время Александр Ломакин. Команду пополнили Артём Погосов (из «Волгаря»), Ростислав Огиенко (из санкт-петербургской «Звезды») и бомбардир Первой лиги Сербии Лука Раткович. В клуб так-же вернулся ранее ушедший Егор Иванов. На полноценный трансфер был взят Иван Зазвонкин. Помимо этого, путём голосования был возвращён старый логотип.
За первые пять туров «Енисей» ни разу не выиграл, набрав всего два очка. Также клуб трижды уступил у себя дома — «Чайке» (0:3), «СКА-Хабаровску» (1:2) и «Уралу» (0:2).

## «Енисей-2»
В 2011—2017 годах у «Енисея» существовала молодёжная команда, которая выступала в Третьем дивизионе. В сезоне 2018/19, после выхода основной команды в РПЛ, молодёжная команда «Енисея» выступала в молодёжном первенстве, где заняла 10-е место, после окончания сезона молодёжная команда была расформирована. В 2020 году молодёжная команда была воссоздана и стала выступать в третьем дивизионе. В 2021 году был создан фарм-клуб «Енисей-2», который стал выступать во Втором дивизионе ФНЛ, а с сезона 2023 стала выступать в дивизионе «Б» Второй лиги. Главным тренером команды является ранее работавший c основным составом Александр Кишинёвский.

## Визитная карточка

### Клубные цвета
| Красный | Синий |

### Эмблемы

2011—2024; 2025 — н. в.
2024 — 2025

### Дерби
У «Енисея» есть два дерби.
Оба называются сибирским дерби, это противостояния с клубами «Сибирь» (Новосибирск) и «Томь» (Томск).

### Титульные и технические спонсоры
С марта 2023 у клуба основным титульным спонсором является букмекерская контора «LEON». Техническим спонсором ФК «Енисей» является испанская компания Kelme.
| Годы       | Производители формы | Годы         | Спонсоры     |
| ---------- | ------------------- | ------------ | ------------ |
| н/д—2001   | Diadora             | Без спонсора | Без спонсора |
| 2001—2004  | Lotto               | Без спонсора | Без спонсора |
| 2004—2006  | Umbro               | 2005—2008    | Русал        |
| 2006—2007  | Adidas              | 2005—2008    | Русал        |
| 2007—2012  | Nike                | 2005—2008    | Русал        |
| 2012—2016  | 2K Sport            | Без спонсора | Без спонсора |
| 2016—2022  | Nike                | 2016—2020    | НОК          |
| 2016—2022  | Nike                | 2021—2022    | Город онлайн |
| 2022—н. в. | Kelme               | 2022         | Без спонсора |
| 2022—н. в. | Kelme               | 2023—н. в.   | БК «LEON»    |

## Достижения
Первая лига СССР / Первенство ФНЛ / Первая лига России
- Серебряный призёр: 1959
- Бронзовый призёр (2): 2016/17, 2017/18

Вторая лига СССР / Первенство ПФЛ
- Победитель (5): 1966, 1995, 1998, 2005, 2010
- Бронзовый призёр (2): 1983, 2009

Кубок СССР / Кубок России
- 1/2 финала: 2021/22

Кубок РСФСР
- 1/2 финала: 1980

## Состав

### Основной состав
| 1  | Флаг России  | Вр  | Станислав Антипин              | 1995 |  |  |  |  |  |
| 50 | Флаг России  | Вр  | Егор Шамов                     | 1994 |  |  |  |  |  |
| 79 | Флаг России  | Вр  | Руслан Юнусов                  | 1999 |  |  |  |  |  |
|    |              |     |                                |      |  |  |  |  |  |
| 3  | Флаг России  | Защ | Ян Цесь                        | 2003 |  |  |  |  |  |
| 5  | Флаг Украины | Защ | Эммерсон                       | 1995 |  |  |  |  |  |
| 33 | Флаг России  | Защ | Александр Масловский (капитан) | 1992 |  |  |  |  |  |
| 43 | Флаг России  | Защ | Артур Гилязетдинов             | 1995 |  |  |  |  |  |
| 44 | Флаг России  | Защ | Михаил Тихонов                 | 1998 |  |  |  |  |  |
| 55 | Флаг России  | Защ | Никита Богатырёв               | 2003 |  |  |  |  |  |
| 59 | Флаг России  | Защ | Андрей Островский              | 2006 |  |  |  |  |  |
| 96 | Флаг России  | Защ | Томас Рукас                    | 1996 |  |  |  |  |  |
|    |              |     |                                |      |  |  |  |  |  |

| 7  | Флаг России       | ПЗ  | Андреа Чуканов       | 1995 |  |  |  |  |  |
| 17 | Флаг России       | ПЗ  | Иван Зазвонкин       | 2004 |  |  |  |  |  |
| 20 | Флаг Буркина-Фасо | ПЗ  | Адольф Белем         | 1998 |  |  |  |  |  |
| 18 | Флаг России       | ПЗ  | Александр Надольский | 2001 |  |  |  |  |  |
| 21 | Флаг России       | ПЗ  | Егор Иванов          | 1992 |  |  |  |  |  |
| 24 | Флаг России       | ПЗ  | Артём Погосов        | 1999 |  |  |  |  |  |
| 49 | Флаг Камеруна     | ПЗ  | Оливье Кенфак        | 2005 |  |  |  |  |  |
| 87 | Флаг России       | ПЗ  | Андрей Мазурин       | 2001 |  |  |  |  |  |
|    |                   |     |                      |      |  |  |  |  |  |
| 8  | Флаг России       | Нап | Александр Канаплин   | 2000 |  |  |  |  |  |
| 9  | Флаг Сербии       | Нап | Лука Раткович        | 1997 |  |  |  |  |  |
| 75 | Флаг России       | Нап | Андрей Окладников    | 1999 |  |  |  |  |  |

### «Енисей-2»
| 56 | Флаг России | Вр  | Игорь Епифанцев           | 2008 |  |  |  |  |  |
| 79 | Флаг России | Вр  | Руслан Юнусов             | 1999 |  |  |  |  |  |
| 86 | Флаг России | Вр  | Дмитрий Сердюков          | 2006 |  |  |  |  |  |
| 99 | Флаг России | Вр  | Андрей Сорокин            | 2001 |  |  |  |  |  |
|    |             |     |                           |      |  |  |  |  |  |
| 37 | Флаг России | Защ | Валерий Султанов          | 2006 |  |  |  |  |  |
| 58 | Флаг России | Защ | Альберт Покровский        | 2005 |  |  |  |  |  |
| 63 | Флаг России | Защ | Владимир Новиков          | 2007 |  |  |  |  |  |
| 65 | Флаг России | Защ | Илья Вишняков             | 2007 |  |  |  |  |  |
| 66 | Флаг России | Защ | Александр Юдин            | 2003 |  |  |  |  |  |
| 67 | Флаг России | Защ | Денис Борзенков           | 2007 |  |  |  |  |  |
| 74 | Флаг России | Защ | Арсений Чулков            | 2004 |  |  |  |  |  |
| 76 | Флаг России | Защ | Семён Мусаев              | 2007 |  |  |  |  |  |
| 78 | Флаг России | Защ | Александр Егоров          | 2000 |  |  |  |  |  |
| 83 | Флаг России | Защ | Данил Амбросенок          | 2006 |  |  |  |  |  |
| 85 | Флаг России | Защ | Артём Мальфанов (капитан) | 2003 |  |  |  |  |  |
| 93 | Флаг России | Защ | Александр Рейз            | 2004 |  |  |  |  |  |

|    |             |     |                   |      |  |  |  |  |  |
| 39 | Флаг России | ПЗ  | Иван Мамавко      | 2002 |  |  |  |  |  |
| 51 | Флаг России | ПЗ  | Дмитрий Ливанов   | 2006 |  |  |  |  |  |
| 54 | Флаг России | ПЗ  | Евгений Гололобов | 2006 |  |  |  |  |  |
| 57 | Флаг России | ПЗ  | Егор Шупяков      | 2007 |  |  |  |  |  |
| 61 | Флаг России | ПЗ  | Даниил Малкин     | 2007 |  |  |  |  |  |
| 70 | Флаг России | ПЗ  | Егор Егоров       | 2005 |  |  |  |  |  |
| 81 | Флаг России | ПЗ  | Дмитрий Ташов     | 2003 |  |  |  |  |  |
| 84 | Флаг России | ПЗ  | Илья Марьясов     | 2006 |  |  |  |  |  |
| 91 | Флаг России | ПЗ  | Иван Новик        | 2005 |  |  |  |  |  |
| 95 | Флаг России | ПЗ  | Иван Обороча      | 2006 |  |  |  |  |  |
| 97 | Флаг России | ПЗ  | Владислав Скавыш  | 1997 |  |  |  |  |  |
|    |             |     |                   |      |  |  |  |  |  |
| 69 | Флаг России | Нап | Иван Лапицкий     | 2007 |  |  |  |  |  |
| 71 | Флаг России | Нап | Кирилл Поршунов   | 2007 |  |  |  |  |  |
| 73 | Флаг России | Нап | Даниил Вальков    | 2008 |  |  |  |  |  |
| 92 | Флаг России | Нап | Александр Губанов | 2006 |  |  |  |  |  |

## Трансферы 2025/2026

### Лето 2025
Пришли
| Поз. | Игрок                | Прежний клуб    |
| ---- | -------------------- | --------------- |
| Защ  | Андрей Островский*** | Енисей-2        |
| Защ  | Владислав Кравцов*** | Енисей-2        |
| Защ  | Ростислав Огиенко    | Звезда          |
| ПЗ   | Артём Погосов***     | Волгарь         |
| ПЗ   | Егор Иванов***       | Черноморец      |
| ПЗ   | Иван Зазвонкин       | Динамо (Москва) |
| Нап  | Андрей Окладников    | Черноморец      |
| Нап  | Илья Молтенинов**    | Торпедо (Миасс) |
| Нап  | Вячеслав Кротов***   | Черноморец      |
| Нап  | Лука Раткович***     | Дубочица        |

Ушли
| Поз. | Игрок                | Новый клуб      |
| ---- | -------------------- | --------------- |
| Защ  | Владислав Кравцов*   | Сибирь          |
| ПЗ   | Александр Ломакин*** | Оренбург        |
| ПЗ   | Амир Батырев**       | Сочи            |
| ПЗ   | Денис Тихонов**      | Родина          |
| ПЗ   | Иван Зазвонкин**     | Динамо (Москва) |
| ПЗ   | Кирилл Ушатов        | Родина          |
| ПЗ   | Юрий Бавин***        | Без клуба       |
| Нап  | Александр Долгов***  | Без клуба       |
| Нап  | Андрей Окладников**  | Черноморец      |
| Нап  | Илья Молтенинов***   | Кубань          |
| Нап  | Михаил Гайнов***     | Велес           |

* В аренду 

** Из аренды 

*** Свободный агент

## Руководство клуба
- Дмитрий Федосеев — директор
- Михаил Комков — заместитель директора по спортивной работе
- Дмитрий Латышев — заместитель директора по безопасности
- Сергей Полянин-Кайзер — заместитель директора по обеспечению безопасности
- Кирилл Слепченко — специалист по работе с болельщиками
- Дарья Путина — начальник отдела маркетинга и связей с общественностью
- Владимир Кущ — специалист по проведению и организации матчей

## Тренерский штаб

### Основной состав
- Андрей Тихонов — главный тренер
- Владимир Ежуров — старший тренер
- Сергей Клушанцев — тренер по физической подготовке
- Денис Пленкин — тренер-аналитик
- Анатолий Рожков — тренер по работе с вратарями
- Михаил Комков — администратор
- Дмитрий Юдт — администратор команды
- Евгений Бутан — начальник команды

### «Енисей-2»
- Александр Кишиневский — главный тренер
- Вадим Белохонов — старший тренер
- Максим Елисеев — тренер по работе с вратарями
- Игорь Ларионов — администратор
- Александр Алексеев — администратор
- Юрий Новик — начальник молодёжной команды

## Результаты выступлений

### Чемпионат, первенство, Кубок СССР
| Сезон   | Лига | У | Место | И | В | Н | П | М | О | Кубок | Бомбардир |
| ------- | --- | --- | --- | --- | --- | --- | --- | --- | --- | --- | --- |
| до 1957 | Участие на региональном уровне, а также в 1937 году — в группа «Города Востока» и в 1938 году — в Кубке СССР (1/256) | Участие на региональном уровне, а также в 1937 году — в группа «Города Востока» и в 1938 году — в Кубке СССР (1/256) | Участие на региональном уровне, а также в 1937 году — в группа «Города Востока» и в 1938 году — в Кубке СССР (1/256) | Участие на региональном уровне, а также в 1937 году — в группа «Города Востока» и в 1938 году — в Кубке СССР (1/256) | Участие на региональном уровне, а также в 1937 году — в группа «Города Востока» и в 1938 году — в Кубке СССР (1/256) | Участие на региональном уровне, а также в 1937 году — в группа «Города Востока» и в 1938 году — в Кубке СССР (1/256) | Участие на региональном уровне, а также в 1937 году — в группа «Города Востока» и в 1938 году — в Кубке СССР (1/256) | Участие на региональном уровне, а также в 1937 году — в группа «Города Востока» и в 1938 году — в Кубке СССР (1/256) | Участие на региональном уровне, а также в 1937 году — в группа «Города Востока» и в 1938 году — в Кубке СССР (1/256) | Участие на региональном уровне, а также в 1937 году — в группа «Города Востока» и в 1938 году — в Кубке СССР (1/256) | Участие на региональном уровне, а также в 1937 году — в группа «Города Востока» и в 1938 году — в Кубке СССР (1/256) |
| 1957    | Класс «Б» | II | 6 | 22 | 10 | 4 | 8 | 38-41 | 24 | — | Парченко — 12 голов                                                                                                  |
| 1958    | Класс «Б» | II | 9 | 26 | 8 | 8 | 10 | 37-40 | 24 | 1/4 | Никишин — 8 голов |
| 1959    | Класс «Б» | II | 2 | 27 | 17 | 5 | 5 | 51-24 | 39 | 1/16 | Меценатов — 19 голов                                                                                                 |
| 1960    | Класс «Б» | II | 9 | 26 | 8 | 6 | 12 | 39-48 | 22 | | Стародумов — 9 голов                                                                                                 |
| 1961    | Класс «Б» | II | 5 | 24 | 12 | 5 | 7 | 60-35 | 29 | 1/64 | Парченко — 16 голов                                                                                                  |
| 1962    | Класс «Б» | II | 6 | 28 | 13 | 5 | 10 | 48-34 | 31 | 1/32 | Капустин, Стародумов — 16 голов                                                                                      |
| 1963    | Класс «Б» | III | 9 | 28 | 9 | 10 | 9 | 27-26 | 28 | 1/256 | Капустин — 8 голов                                                                                                   |
| 1964    | Класс «Б» | III | 9 | 34 | 13 | 9 | 12 | 45-34 | 35 | 1/16 | Капустин, Стародумов — 9 голов                                                                                       |
| 1965    | Класс «Б» | III | 16 | 36 | 9 | 10 | 17 | 32-45 | 28 | 1/32; 1/1024 | Сизов, Суряднов — 6 голов                                                                                            |
| 1966    | Класс «Б» | III | 1 | 30 | 17 | 9 | 4 | 54-18 | 43 | 1/512 | Лейфура — 14 голов                                                                                                   |
| 1967    | Класс «Б» | III | 8 | 34 | 13 | 11 | 10 | 33-25 | 37 | 1/512 | Сипкин — 9 голов |
| 1968    | II группа класса «А»                                                                                                 | II | 18 | 40 | 10 | 14 | 16 | 34-44 | 34 | | Забелин — 10 голов                                                                                                   |
| 1969    | II группа класса «А»                                                                                                 | II | 11 | 22 | 2 | 10 | 10 | 11-21 | 14 | 1/32 | Сипкин — 6 голов |
| 1970    | II группа класса «А»                                                                                                 | III | 18 | 42 | 10 | 14 | 18 | 29-37 | 34 | 1/128 | Сипкин — 7 голов |
| 1971    | Вторая лига | III | 4 | 38 | 21 | 6 | 11 | 66-34 | 69 | — | Галеев, Иванов — 15 голов                                                                                            |
| 1972    | Вторая лига | III | 5 | 40 | 15 | 10 | 15 | 53-44 | 40 | — | Галеев — 13 голов |
| 1973    | Вторая лига | III | 7 | 30 | 13 | 7 | 10 | 39-32 | 30 | — | Гладилин — 11 голов                                                                                                  |
| 1974    | Вторая лига | III | 8 | 34 | 15 | 6 | 13 | 43-38 | 36 | — | Ольховик — 17 голов                                                                                                  |
| 1975    | Вторая лига | III | 6 | 34 | 16 | 7 | 11 | 45-39 | 39 | — | Бобков — 15 голов |
| 1976    | Вторая лига | III | 14 | 34 | 10 | 9 | 15 | 41-38 | 29 | — | Бобков — 15 голов |
| 1977    | Вторая лига | III | 14 | 38 | 13 | 8 | 17 | 44-53 | 34 | — | Бобков — 10 голов |
| 1978    | Вторая лига | III | 12 | 40 | 16 | 8 | 16 | 45-53 | 40 | — | Алексей Кузнецов — 9 голов                                                                                           |
| 1979    | Вторая лига | III | 11 | 40 | 17 | 8 | 15 | 54-47 | 42 | — | Кишиневский — 15 голов                                                                                               |
| 1980    | Вторая лига | III | 5 | 44 | 20 | 6 | 18 | 58-47 | 46 | — | Колчин — 20 голов |
| 1981    | Вторая лига | III | 4 | 32 | 17 | 7 | 8 | 47-26 | 41 | — | Колчин — 22 голов |
| 1982    | Вторая лига | III | 5 | 28 | 12 | 7 | 9 | 47-31 | 31 | — | Колчин — 21 голов |
| 1983    | Вторая лига | III | 3 | 26 | 10 | 12 | 4 | 23-14 | 32 | — | Колчин — 10 голов |
| 1984    | Вторая лига | III | 10 | 26 | 9 | 8 | 9 | 31-26 | 26 | — | Александр Плющ, Сипкин — 6 голов                                                                                     |
| 1985    | Вторая лига | III | 10 | 26 | 11 | 4 | 11 | 31-31 | 26 | — | Владимир Якунин — 7 голов                                                                                            |
| 1986    | Вторая лига | III | 14 | 26 | 5 | 8 | 13 | 21-40 | 18 | — | Андрей Барауля — 6 голов                                                                                             |
| 1987    | Вторая лига | III | 13 | 28 | 7 | 7 | 14 | 36-45 | 21 | — | Владимир Капустин — 15 голов                                                                                         |
| 1988    | Вторая лига | III | 13 | 30 | 9 | 6 | 15 | 28-43 | 24 | — | Капустин — 7 голов                                                                                                   |
| 1989    | Вторая лига | III | 14 | 36 | 12 | 8 | 16 | 36-51 | 32 | — | Барауля, Кишиневский — 7 голов                                                                                       |
| 1990    | Вторая низшая лига                                                                                                   | IV | 9 | 28 | 11 | 7 | 10 | 28-26 | 29 | — | Богатырёв — 8 голов                                                                                                  |
| 1991    | Вторая низшая лига                                                                                                   | IV | 7 | 34 | 16 | 8 | 10 | 51−31 | 40 | — | Алексеев — 12 голов                                                                                                  |
| 1.      | | | | | | | | | | | |

### Чемпионат, первенство, Кубок России
| Сезон | Чемпионат, лига     | У   | Место | И  | В  | Н  | П  | М     | О  | Кубок                   | Бомбардир                    |
| --- | ------------------- | --- | ----- | -- | -- | -- | -- | ----- | -- | ----------------------- | ---------------------------- |
| 1992 | Первая лига         | II  | 10    | 30 | 11 | 4  | 15 | 37-41 | 26 | 1/128                   | Богданов — 11 голов          |
| 1993 | Первая лига         | II  | 9     | 30 | 11 | 7  | 12 | 33-35 | 29 | 1/8                     | Садовников — 9 голов         |
| 1994 | Второй дивизион     | III | 4     | 32 | 19 | 4  | 9  | 73-33 | 42 | 1/128                   | Белохонов — 21 голов         |
| 1995 | Второй дивизион     | III | 1     | 34 | 23 | 4  | 7  | 64-27 | 73 | 1/16                    | Белохонов — 18 голов         |
| 1996 | Первая лига         | II  | 21    | 42 | 8  | 11 | 23 | 33-61 | 35 | 1/256                   | Бакшеев — 6 голов            |
| 1997 | Второй дивизион     | III | 12    | 34 | 11 | 11 | 12 | 38-39 | 44 | 1/128                   | Белохонов — 16 голов         |
| 1998 | Второй дивизион     | III | 1     | 30 | 19 | 6  | 5  | 53-14 | 63 | 1/32                    | Белохонов — 8 голов          |
| 1999 | Первая лига         | II  | 14    | 42 | 14 | 12 | 16 | 38-43 | 54 | 1/32                    | Белохонов — 14 голов         |
| 2000 | Первая лига         | II  | 14    | 38 | 15 | 5  | 18 | 40-49 | 50 | 1/32                    | Белохонов — 7 голов          |
| 2001 | Первая лига         | II  | 9     | 34 | 12 | 9  | 13 | 39-47 | 45 | 1/32                    | Булатов — 14 голов           |
| 2002 | Первая лига         | II  | 18    | 34 | 4  | 4  | 26 | 24-87 | -8 | 1/32                    | Бианг — 7 гола               |
| 2003 | Второй дивизион     | III | 11    | 24 | 4  | 4  | 16 | 18-38 | 16 | 1/128                   | Новик — 4 гола               |
| 2004 | Второй дивизион     | III | 4     | 27 | 14 | 5  | 8  | 44-34 | 47 | 1/64                    | Белохонов — 12 голов         |
| 2005 | Второй дивизион     | III | 1     | 30 | 22 | 6  | 2  | 56-18 | 72 | 1/128                   | Гончаров — 19 голов          |
| 2006 | Первая лига         | II  | 21    | 42 | 5  | 6  | 31 | 30-80 | 21 | 1/16                    | Гончаров — 6 голов           |
| 2007 | Второй дивизион     | III | 6     | 30 | 13 | 7  | 10 | 45-40 | 46 | 1/8                     | Базанов — 9 голов            |
| 2008 | Второй дивизион     | III | 6     | 27 | 9  | 7  | 11 | 38-34 | 34 | 1/32                    | Гончаров — 13 голов          |
| 2009 | Второй дивизион     | III | 3     | 27 | 15 | 5  | 7  | 51-27 | 50 | 1/64                    | Гончаров — 10 голов          |
| 2010 | Второй дивизион     | III | 1     | 30 | 18 | 7  | 5  | 50-24 | 61 | 1/256                   | Базанов — 14 голов           |
| 2011/12 | ФНЛ                 | II  | 10    | 48 | 17 | 15 | 16 | 53-53 | 66 | 1/16                    | Базанов — 13 голов           |
| 2012/13 | ФНЛ                 | II  | 10    | 32 | 9  | 12 | 11 | 30-31 | 39 | 1/4                     | Базанов — 9 голов            |
| 2013/14 | ФНЛ                 | II  | 13    | 36 | 12 | 9  | 15 | 40-47 | 45 | 1/32                    | Лескано — 7 голов            |
| 2014/15 | ФНЛ                 | II  | 8     | 34 | 11 | 9  | 14 | 39-42 | 42 | 1/16                    | Гультяев — 6 голов           |
| 2015/16 | ФНЛ                 | II  | 16    | 38 | 12 | 8  | 18 | 36-49 | 44 | 1/16                    | Лескано — 8 голов            |
| 2016/17 | ФНЛ                 | II  | 3     | 38 | 19 | 6  | 13 | 54-42 | 63 | 1/8                     | Самодин — 10 голов           |
| 2017/18 | ФНЛ                 | II  | 3     | 38 | 25 | 6  | 7  | 68-32 | 81 | 1/8                     | Козлов — 15 голов            |
| 2018/19 | Премьер-лига        | I   | 16    | 30 | 4  | 8  | 18 | 24-55 | 20 | 1/8                     | Кутьин Костюков — по 4 гола  |
| 2019/20 | ФНЛ                 | II  | 14    | 27 | 7  | 7  | 13 | 23-40 | 28 | 1/16                    | Делькин Савичев — по 5 голов |
| 2020/21 | ФНЛ                 | II  | 10    | 42 | 19 | 6  | 17 | 52-54 | 63 | Элитный групповой раунд | Лескано — 11 голов           |
| 2021/22 | Первый дивизион ФНЛ | II  | 5     | 38 | 19 | 6  | 13 | 58-55 | 63 | 1/2                     | Андрей Окладников — 9 голов  |
| 2022/23 | Первая лига         | II  | 4     | 34 | 13 | 15 | 6  | 43-35 | 54 | 5-й раунд пути регионов | Никита Глушков — 9 голов     |
| 2023/24 | Первая лига         | II  | 6     | 34 | 15 | 6  | 13 | 55-40 | 51 | 5-й раунд пути регионов | Александр Ломакин — 13 голов |
| 2024/25 | Первая лига         | II  | 8     | 34 | 14 | 7  | 13 | 36-39 | 49 | 4-й раунд пути регионов | Александр Ломакин — 8 голов  |
| Также, в 2010 году — участие в Кубке ПФЛ, в 2017, 2018 и 2023 годах — в стыковых матчах за место в премьер-лиге. |                     |     |       |    |    |    |    |       |    |                         |                              |

## Рекордсмены клуба
- Наибольшее количество официальных матчей провёл Юрий Сипкин — 436 матчей.
- Лучший бомбардир в истории клуба — Вадим Белохонов — 115 голов.
- Лучший бомбардир в официальных матчах одного сезона — Сергей Колчин — 22 гола в сезоне 1981 года.

### Игроки-рекордсмены
| Рекордсмены клуба по количеству матчей |       |
| Игрок                                  | Матчи |
| Юрий Сипкин                            | 436   |
| Вадим Белохонов                        | 337   |
| Егор Иванов                            | 333   |
| Евгений Качан                          | 325   |
| Юрий Новик                             | 319   |
| Александр Алексеев                     | 315   |
| Роман Куга                             | 310   |
| Игорь Банщиков                         | 281   |
| Михаил Комков                          | 260   |
| Юрий Солодков                          | 259   |

| Лучшие бомбардиры в истории клуба |      |
| Игрок                             | Голы |
| Вадим Белохонов                   | 115  |
| Юрий Сипкин                       | 97   |
| Александр Кишиневский             | 83   |
| Сергей Колчин                     | 73   |
| Станислав Гончаров                | 67   |
| Алексей Базанов                   | 59   |
| Александр Ломакин                 | 56   |
| Владимир Капустин                 | 55   |
| Рифкат Галеев                     | 48   |
| Владимир Капустин                 | 47   |

## Главные тренеры
- Юрий Мельников (1937—1939)
- Анатолий Вощакин (1950)
- Агей Маркевич (1957—1963)
- Владимир Шевелев (1964—1965)
- Дмитрий Бородастов (1965)
- Агей Маркевич (1965—1967)
- Семён Гурвиц (1968)
- Виктор Пономарёв (1968—1969)
- Агей Маркевич (1969—1970)
- Александр Загрецкий (1970—1972)
- Валерий Урин (1972—1973)
- Олег Мальцев (1973—1974)
- Агей Маркевич (1974—1976)
- Сулейман Демирджи (1976—1977)
- Юрий Уринович (1977—1985)
- Юрий Свищев (1986)
- Владимир Иванов (1987)
- Рифкат Галеев (1988)
- Иван Осадчий (1989)
- Юрий Уринович (1990)
- Александр Кишиневский (1991—1996)
- Юрий Сипкин (1997)
- Иштван Секеч (1998—2000)
- Владимир Кухлевский (2000)
- Александр Ирхин (2000)
- Сергей Савченков (2001)
- Александр Алфёров (2001)
- Александр Ирхин (2001—2002)
- Александр Алфёров (2002)
- Геннадий Сошенко (2002)
- Александр Алфёров (2002—2003)
- Александр Кишиневский (2004—2006)
- Александр Алфёров (2006—2007)
- Александр Кишиневский (2007)
- Олег Гарин (2007—2008)
- Александр Ивченко (2008—2010)
- Александр Алфёров (2010—2013)
- Алексей Ивахов (2013)
- Сергей Петренко (2013—2014)
- Алексей Ивахов (2014—2015)
- Владимир Ежуров (2015)
- Омари Тетрадзе (2015—2016)
- Андрей Тихонов (2016—2017)
- Дмитрий Аленичев (2017—2019)
- Александр Алексеев (2019)
- Юрий Газзаев (2019—2020)
- Александр Тарханов (2020)
- Александр Алфёров (2020—2021)
- Виктор Тренёв (2021)
- Вадим Гаранин (2021—2022)
- Артём Горлов (2022)
- Алексей Ивахов (2023)
- Эдуард Штейнбрехер (2023)
- Андрей Тихонов (2024—н. в.)

## Стадионы

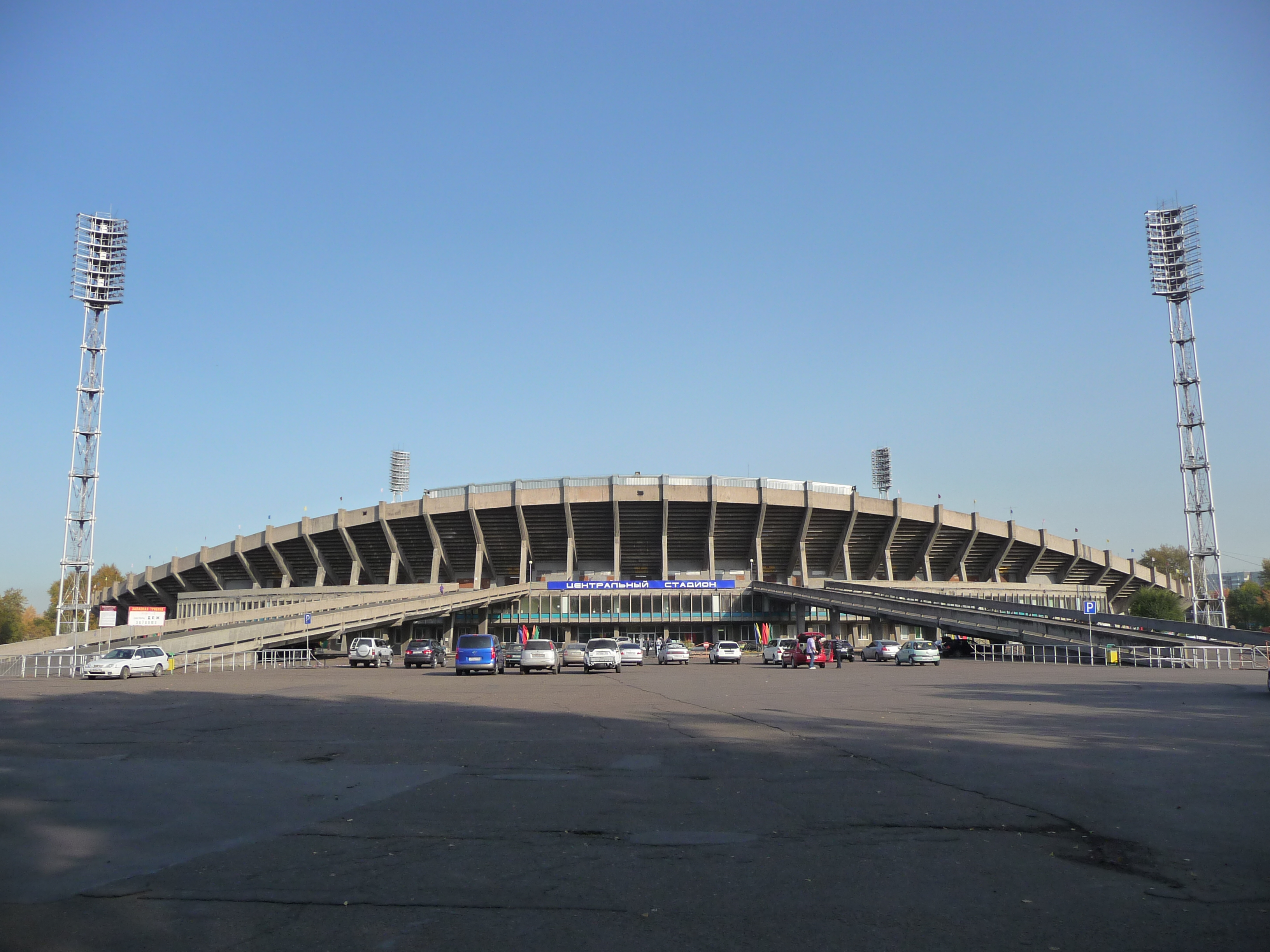
Центральный стадион

«Енисей» проводит домашние матчи на двух аренах в зависимости от времени года и/или погоды — в тёплое время игры проводятся на Центральном стадионе, в холодное — в манеже «Футбол-Арена Енисей».

### Центральный стадион
Был открыт в 1967 году. Строился в течение 2,5 года. под руководством архитектора В. Орехова. Вместимость на тот момент составляла 35 тысяч человек. Располагается на острове Отдыха. Был реконструирован в 2005 году. 25 мая 2017 года на этом стадионе обыграли в первом стыковом матче тульский «Арсенал» (2:1). Это был последний матч перед реконструкцией стадиона. После повторной реконструкции к Универсиаде-2019 вместимость стадиона уменьшилась до 15 000 зрителей. «Енисей» вернулся на стадион 22 сентября 2018 года, сыграв матч 8-го тура РПЛ против екатеринбургского «Урала» (1:2), однако после был вновь отправлен на реконструкцию из-за «неготовности стадиона к проведению игр». После, «Енисей» вновь вернулся на стадион уже 10 сентября 2023, сыграв матч 9-го тура Первой лиги против московской «Родины» (2:2).

### Манеж «Футбол-Арена Енисей»

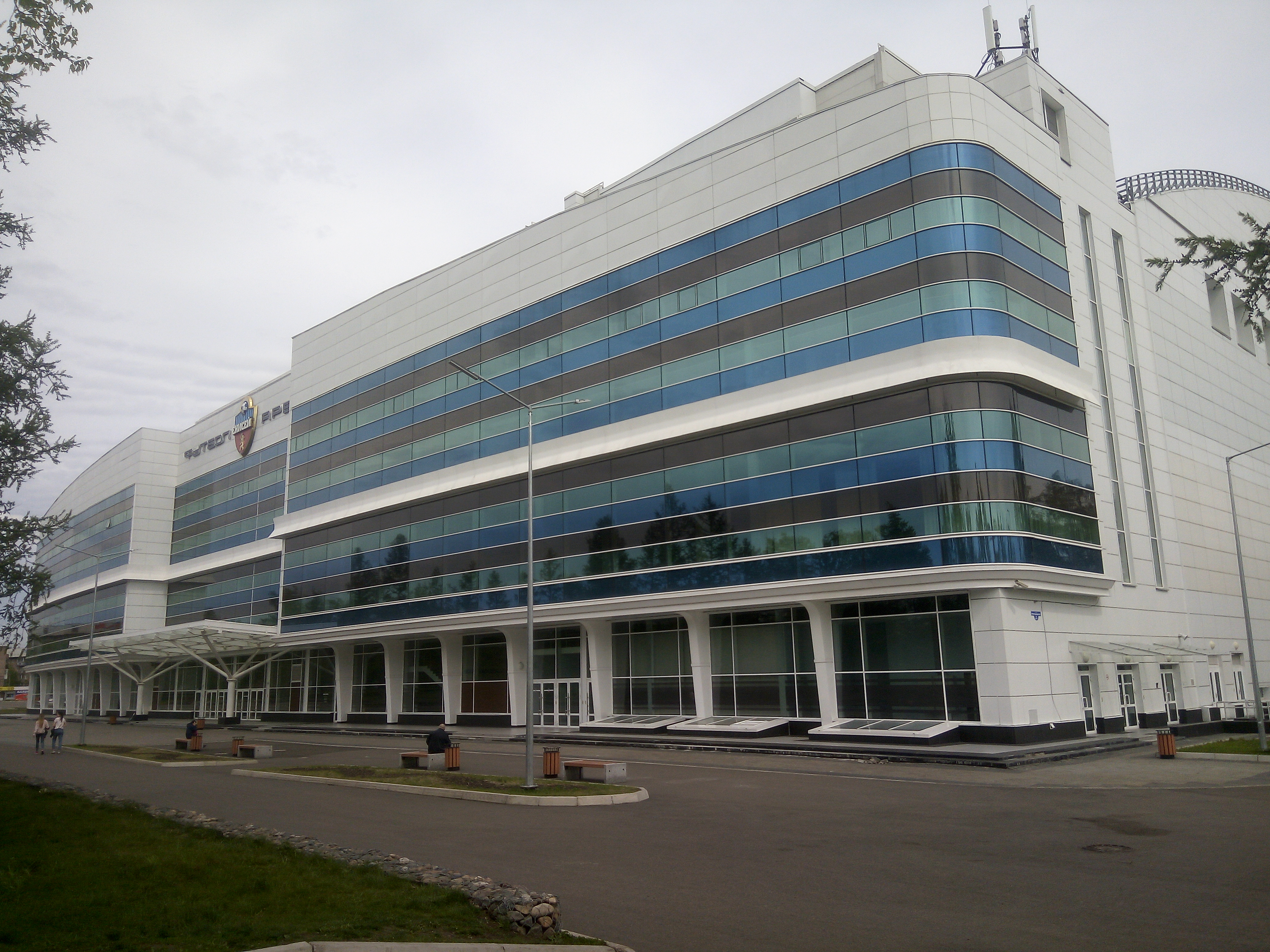
Футбол-Арена Енисей

Крупнейшее футбольное сооружение за Уралом. Строительство манежа началось в августе 2012 года. Причиной его постройки стал переход футбольной России на систему «осень-весна». Вместимость арены — 3 000 зрителей, а её стоимость составила почти два миллиарда рублей. 8 ноября 2014 года «Енисей» сыграл первый домашний матч в современном манеже «Футбол-Арена Енисей». Соперником красноярцев стала «Томь», которая разгромно победила «Енисей» (0:3). Официальное открытие состоялось 18 ноября в матче с «Тюменью», который завершился вничью (1:1), а первый гол за красноярцев в домашней арене забил Евгений Марков. 17 мая 2018 года в манеже был обыгран махачкалинский «Анжи» в рамках стыковых матчей РПЛ (3:0). 7 июня 2023 состоялся переходной матч против «Факела», закончившийся поражением красноярцев (0:1).

## Рекорды и факты

### Командные рекорды
- Больше всего побед за сезон: 25 (2017/2018)
- Больше всего ничьих за сезон: 15 (2011/2012, 2022/2023)
- Больше всего поражений за сезон: 31 (2006)
- Самая длинная беспроигрышная серия: 24 игры (18 побед, 6 ничьих) (7 мая — 22 сентября 2005)
- Самая крупная победа дома: 10:0 над читинским «Забайкальцем» (1961)
- Самая крупная победа на выезде: 6:0 над южно-сахалинским «Автомобилистом» (1994)
- Самое крупное поражение: 1:11 от тольяттинской «Лады» (2002, в гостях)
- Наибольшее количество забитых мячей за сезон: 67 + 6 технических голов (1994)
- Наибольшее количество пропущенных мячей за сезон: 87 (2002)
- Меньше всего пропущено голов за сезон: 14 (1983, 1998)
- Лучшая разность мячей: +40 (1994)

### Рекорды игроков и тренеров
- Больше всех голов в одном матче забивали: 4 мяча —

Александр Парченко (в ворота новосибирского СКА — 5:0) (3 сентября 1961),
Алексей Кузнецов (в ворота новокузнецкого «Запсибовца» — 5:0) (7 октября 1980),
Сергей Колчин (в ворота владивостокского «Луча» — 4:1) (4 июня 1983),
Станислав Гончаров (в ворота прокопьевского «Шахтёра» — 8:2) (23 октября 2005),
Андрей Козлов (в ворота саранской «Мордовии» — 4:0) (26 сентября 2016)
- Самые длинные голевые серии:

7 матчей — Андрей Козлов (10 голов, 2017 г.), Сергей Самодин (8 голов, 2017 г.)
6 матчей — Георгий Лейфура (7 голов, 1966 г.)
5 матчей — Сергей Богданов (8 голов, 1998 г.), Зигфрид Меценатов (7 голов, 1959 г.), Вадим Богданов (6 голов, 1992 г.)
- Больше всех лучшим бомбардиром сезона становился Вадим Белохонов — 5 раз
- Лучшая результативность за сезон: Сергей Богданов — 13 мячей в 14 матчах (в среднем 0,93 за игру) (1998)
- Главный тренер с самым большим количеством проведённых матчей: Агей Маркевич — 359 (1957—1963, 1966—1967, 1969—1970, 1974—1976)
- Дольше всех непрерывно главным тренером был Юрий Уринович — 8 лет (1977—1985)